# Macromedia FreeHand
FreeHand è un editor professionale di grafica vettoriale, pubblicato per piattaforma Macintosh e Windows dal 1988 a metà degli anni 2000. Oltre al disegno vettoriale, il software permette l'impaginazione di testi.

## Storia
FreeHand fu originariamente sviluppato da Altsys Corporation e pubblicato per la prima volta nel 1988 da Aldus Corporation e commercializzato appunto con il nome Aldus FreeHand. Nel 1995 Macromedia acquisì Altsys e i diritti di FreeHand in seguito all'acquisizione di Aldus da parte di Adobe nel settembre 1994.
Sviluppato in origine per la piattaforma Mac, fu soltanto dalla versione 3 (1991) che FreeHand fu portato sia su piattaforma DOS/Windows che su piattaforma NeXTSTEP, ma per quest'ultima FreeHand prese il nome di Virtuoso.
Nel 2003 l'applicazione giunse alla sua undicesima versione, FreeHand MX, inclusa anche nel pacchetto di programmi Macromedia Studio MX 2004. Nel 2005, in seguito all'acquisizione di Macromedia da parte di Adobe, FreeHand non venne più incluso nella suite Studio ma continuò a essere venduto separatamente. Dalla versione CS3 della Adobe Creative Suite, Adobe scelse però di privilegiare il proprio prodotto storico, Illustrator, a discapito dell'ormai ex-concorrente FreeHand. Lo sviluppo di FreeHand fu quindi interrotto, Adobe smise di fornire aggiornamenti e Freehand diventò un abandonware. Dalla versione CS6 di Illustrator non fu più possibile aprire e convertire i files di FreeHand, cosa che rimase quindi possibile realizzare solo fino a Illustrator CS5.

### Free FreeHand
Nel settembre del 2009, in risposta alla scelta di Adobe, venne creata un'organizzazione di protesta chiamata Free FreeHand, con lo scopo di salvare il software e chiedere ad Adobe di mantenerlo. Il movimento raccolse circa 6.500 persone e, dopo diverse richieste rimaste inascoltate, nel 2011 fece causa ad Adobe per supposta violazione della legge antitrust, senza però riuscire ad ottenere il ripristino dello sviluppo di FreeHand. Il movimento si riorganizzò allora sotto il nome FreeHand Forum con il nuovo scopo di ottenere la liberazione della licenza di FreeHand e per poter creare una community per lo sviluppo del programma.

## Caratteristiche
FreeHand veniva utilizzato in studi grafici, tipografie, agenzie pubblicitarie o di design, sia per il disegno che per la creazione di brevi pubblicazioni, come opuscoli, volantini o semplici periodici.
Tra i punti forti dell'interfaccia, che era nettamente più intuitiva dei concorrenti e relativamente semplice e leggera che permetteva di lavorare bene anche su computer non particolarmente veloci, c'erano una buona gestione del testo e una certa precisione nel posizionamento degli oggetti oltreché per la prima volta su un programma vettoriale con effetti sui tracciati anche per lo sviluppo tridimensionale, di deformazione e di prospettiva applicata a qualsiasi oggetto. Non ultima, risultava importante la possibilità di utilizzare un formato ampiamente diffuso tra i professionisti. 
Non era particolarmente usato nel campo del disegno artistico e dell'impaginazione di libri e riviste a molte pagine, campi in cui era possibile trovare software più adatti: due esempi erano, rispettivamente, Adobe PageMaker e QuarkXPress e successivamente Adobe Indesign che riprende da Freehand alcune peculiarità e ne è in parte erede nel campo dei software impaginatori. Anche la gestione degli effetti di trasparenza risultava datata, in particolare abbinati all'uso di tinte piatte, se rapportata a successive versioni di applicativi come Adobe Illustrator: l'esportazione in formato PDF non consentiva infatti versioni Acrobat superiori alla 1.3 per volere di Adobe nell'incentivare la diffusione del suo programma concorrente Adobe Illustrator.